# Velike Pčelice
Velike Pčelice (en serbe cyrillique : Велике Пчелице) est un village de Serbie situé dans la municipalité de Pivara (Kragujevac), district de Šumadija. Au recensement de 2011, il comptait 492 habitants.
Velike Pčelice est situé sur les bords de la Dulenska reka, un des bras qui forme le Lugomir, un affluent de la Velika Morava.

## Démographie
| 1948  | 1953  | 1961  | 1971  | 1981  | 1991 | 2002 | 2011 |
| ----- | ----- | ----- | ----- | ----- | ---- | ---- | ---- |
| 2 145 | 2 104 | 1 890 | 1 579 | 1 302 | 859  | 673  | 492  |

|  |